# بيتر ميليت (سياسي بريطاني)
بيتر جوزيف ميليت (23 يناير 1955 - hghk) هو دبلوماسي بريطاني كان سفيرا للمملكة المتحدة في ليبيا 2015-2018.

## الحياة المهنية
كان ميليت المفوض السامي البريطاني في قبرص 2005 إلى 2010 وسفيرًا في الأردن 2011-2015. أصبح سفيرا في ليبيا في يوليو 2015. 
كان ميليت كاتب عمود في قناة العربية نيوز .  وقد كتب أيضًا في جوردان تايمز . 

## الروابط الخارجية
- Syrian Refugees' stories – Ambassador Peter Millett على يوتيوب (وزارة الخارجية والكومنولث ، 15 آب 2013)
- السفير بيتر ميليت: بريطانيا والشرق الأوسط (محاضرة) ، جامعة كولومبيا ، 10 نوفمبر 2014

| المناصب الدبلوماسية | المناصب الدبلوماسية                  | المناصب الدبلوماسية |
| ------------------- | ------------------------------------ | ------------------- |
| سبقه Lyn Parker     | المندوب السامي في قبرص 2005–2010     | تبعه Matthew Kidd   |
| سبقه James Watt     | السفير البريطاني في الأردن 2011–2015 | تبعه Edward Oakden  |
| سبقه ميخائيل آرون   | السفير البريطاني في ليبيا 2015–2018  | تبعه Frank Baker    |